# Гуардино, Гарри
Гарри Гуардино (англ. Harry Guardino; 23 декабря 1925, Нью-Йорк — 17 июля 1995, Палм-Спрингс) — американский актёр, чья карьера охватывала период с начала 1950-х до начала 1990-х годов.

## Биография
Гарри Гуардино родился в итальянской семье в Манхэттене и вырос в Бруклине, Нью-Йорк.
Гуардино выступал на Бродвее в таких постановках, как A Hatful of Rain, One More River, Anyone Can Whistle, The Rose Tattoo, The Seven Descents of Myrtle и Woman of the Year. В кино он снимался в картинах «Плавучий дом», «Высота Порк Чоп Хилл», «Царь царей», «Операция „Святой Януарий“», «Как только сможешь» и других. На телевидении появлялся в эпизодах таких сериалов, как «За гранью возможного», «Улицы Сан-Франциско», «Она написала убийство» и «Альфред Хичкок представляет».
Гуардино дважды номинировался на премию «Золотой глобус» за лучшую мужскую роль второго плана.
Гарри Гуардино умер от рака лёгких 17 июля 1995 года.

## Избранная фильмография
| Год       |    | Русское название             | Оригинальное название              | Роль                                          |
| --------- | -- | ---------------------------- | ---------------------------------- | --------------------------------------------- |
| 1951      | ф  | Сирокко                      | Sirocco                            | лейтенант Коллет                              |
| 1955      | ф  | Большая наводка              | The Big Tip Off                    | второй человек в капюшоне                     |
| 1957      | с  | Альфред Хичкок представляет  | Alfred Hitchcock Presents          | Джерри Дэниелс                                |
| 1958      | с  | Телевизионный театр Крафта   | Kraft Television Theatre           | Холли                                         |
| 1958      | ф  | Плавучий дом                 | Houseboat                          | Анджело Донателло                             |
| 1959      | ф  | Высота Порк Чоп Хилл         | Pork Chop Hill                     | рядовой Форстман                              |
| 1961      | ф  | Царь царей                   | King Of Kings                      | Варавва                                       |
| 1962      | ф  | Голубь, который захватил Рим | The Pigeon That Took Rome          | сержант Джозеф Анджелико                      |
| 1963      | с  | За гранью возможного         | The Outer Limits                   | майор Роджер Бразерс / доктор Джеймс Хэмилтон |
| 1966      | ф  | Операция «Святой Януарий»    | Operazione San Gennaro             | Джек                                          |
| 1967      | ф  | Приключения Кнута Гриффина   | The Adventures of Bullwhip Griffin | Сэм Тримбл                                    |
| 1970      | с  | ФБР                          | The F.B.I                          | Эл Юбенкс                                     |
| 1971      | ф  | Грязный Гарри                | Dirty Harry                        | лейтенант Эл Бресслер                         |
| 1974      | с  | Коджак                       | Kojak                              | детектив Бенни Фиоре                          |
| 1975      | ф  | Капоне                       | Capone                             | Джонни Торрио                                 |
| 1976      | с  | Улицы Сан-Франциско          | The Streets of San Francisco       | Бен Джаррис                                   |
| 1976      | ф  | Блюститель закона            | The Enforcer                       | лейтенант Эл Бресслер                         |
| 1979      | ф  | Золотая девушка              | Goldengirl                         | Валенти                                       |
| 1980      | ф  | Как только сможешь           | Any Which Way You Can              | Джеймс Бикман                                 |
| 1984—1993 | с  | Она написала убийство        | Murder, She Wrote                  | разные персонажи                              |
| 1985—1986 | с  | Отель                        | Hotel                              | Эл Шефер / Винсент Паландрини                 |
| 1988      | с  | Альфред Хичкок представляет  | Alfred Hitchcock Presents          | Фил Мэнсфилд                                  |
| 1989      | с  | Охотник                      | Hunter                             | Билл Райан                                    |
| 1989      | тф | Неоновая империя             | The Neon Empire                    | Ник                                           |
| 1992      | с  | Весёлая компания             | Cheers                             | Фрэнк Карпаччио                               |
| 1992      | с  | Отступник                    | Renegade                           | Карл Свенсон                                  |

## Награды и номинации
| Награда        | Год  | Категория                                      | Название работы              | Результат |
| -------------- | ---- | ---------------------------------------------- | ---------------------------- | --------- |
| Золотой глобус | 1959 | Лучшая мужская роль второго плана в кинофильме | Плавучий дом                 | Номинация |
| Золотой глобус | 1963 | Лучшая мужская роль второго плана в кинофильме | Голубь, который захватил Рим | Номинация |